# Orangeburg (Dél-Karolina)
Orangeburg város az USA Dél-Karolina államában, Orangeburg megyében, melynek megyeszékhelye is. Lakosainak száma 13 240 fő (2020. április 1.).

## Népesség
A település népességének változása:
| Lakosok száma | 997  | 13 964 | 13 240 |
|               | 1860 | 2010   | 2020   |